# Ufa (stacja kolejowa)
Ufa (ros. Уфа, baszk. Өфө) – główna stacja kolejowa w Ufie, w Rosji. Istnieje od 1888 roku.

## Historia
9 stycznia 1885 roku zatwierdzono projekt budowy linii kolejowej mającej połączyć Samarę z Jekaterynburgiem. 23 października tego samego roku rozpoczęły się prace na odcinku z Samary do Ufy. W samej Ufie budowa rozpoczęła się 26 kwietnia 1886 roku, kiedy położono kamień węgielny pod przyszły budynek dworca. Stacja kolejowa w Ufie rozpoczęła swą działalność 8 września 1888 roku, kiedy oddano do użytku most kolejowy na rzece Biełaja i tym samym gotowy był cały odcinek z Samary do Ufy. W 1890 roku linię kolejową przedłużono dalej na wschód, do Złatousta, a w roku 1892 do Czelabińska. 
Eklektyczny budynek dworca z 1888 roku został rozebrany w 1967 roku. W jego miejscu w latach 1968–1970 wybudowano zupełnie nowy obiekt. W latach 2004–2020 dworzec został gruntownie zmodernizowany, m.in. do budynku dworca dobudowano wówczas nowy fragment z charakterystyczną kopułą.